# Charles Duncan Michener
Charles Duncan Michener, né le 22 septembre 1918 à Pasadena (Californie) et mort le 1er novembre 2015 à Lawrence (Kansas), est un entomologiste américain.

## Biographie
L’essentiel de sa carrière est centré autour de la systématique et l’éthologie des abeilles. Son premier article scientifique a été publié en 1934 alors qu’il avait 16 ans. Il obtient un doctorat d'entomologie en 1941 à l’université de Berkeley en Californie où il restera jusqu’en 1942, avant de devenir conservateur assistant de la section des lépidoptères de l’American Museum of Natural History. Il publie en 1944 un nouveau système de classification des abeilles qui est rapidement adopté par ses pairs. Ce système sera utilisé jusqu'en 1995 où il publie une nouvelle version de cette classification.  De 1943 à 1946 il intègre l’United States Army Sanitary Corps, une unité de soins et de recherches médicales de l’armée américaine, dans laquelle il dirige des recherches sur les maladies véhiculées par les insectes. C’est durant cette période qu’il décrira le cycle de vie de l’aoûtat. Il rejoint ensuite l’université du Kansas où il obtiendra la chaire d’entomologie de 1949 à 1961, puis de 1972 à 1975. Ses travaux sur l’évolution sociale des Halictidae dans les années 1960 établissent les fondements de la sociobiologie, Edward Osborne Wilson se basant sur le chemin menant l'individu solitaire à une vie sociale tel que décrit par Michener.

## Carrière scientifique
Michener a été rédacteur en chef du journal Evolution de 1962 à 1964, rédacteur de Annual Review of Ecology, Evolution, and Systematics de 1970 à 1985 et rédacteur en chef de la version anglaise de Insectes sociaux de 1954 à 1955. Il a été président de nombreuses associations entomologiques comme l’International Union for the Study of Social Insects pour laquelle il a organisé le 9e congrès en 1982. Il est membre de la National Academy of Sciences depuis 1965 et membre honoraire de l’Academia Brasileira de Ciências. Il a publié plus de 340 ouvrages scientifiques comprenant plusieurs livres et formé plus de 80 doctorants dont Paul R. Ehrlich.

## Distinctions
- 1955 : Bourse Guggenheim
- 1966 : Bourse Guggenheim
- 2001 : RR Hawkins Award de la Association of American Publishers pour Bees of the World

## Publications
- (en) The Social Behavior of the Bees, Harvard University Press, 1974, 404 p.
- (en) The Bees of the World, Johns Hopkins University Press, 2000, 913 p.